# 學生公平錄取組織訴哈佛案
學生公平錄取組織訴哈佛案（英語：Students for Fair Admissions v. Harvard）始于学生公平录取组织（以下简称“SFFA”）和其他原告于2014年在马萨诸塞州联邦地方法院对哈佛大学提起的诉讼。原告称哈佛在本科生录取过程中歧视亚裔美国申请人。此案之后被提交到美国最高法院，并与学生公平录取组织诉北卡罗来纳大学案合并受理，其中哈佛大学为私立，北卡罗来纳大学为公立。2023年6月29日，诉哈佛案以6票赞成、2票反对通过，诉北卡案以6票赞成、3票反对通过。此项判决颠覆了美国大学实施了数十年的基于种族的平权招生政策。

## 平权法案
哈佛大学是一所私立大学，但它获得联邦政府拨款资助，因此它必须遵守1964年颁布的《民权法案》，该法禁止种族歧视。具有种族意识的录取政策可能是合法的，但必须通过“严格审查”测试，此测试要求种族因素的运用必须符合“令人十分信服的政府利益”（例如源于保持学生群体多样性的教育效益），并且必须“狭义地适用”以满足此利益。
根据最高法院在Fisher诉得克萨斯大学（2016）一案中（以下简称“Fisher II案”）及其之前类似案件的裁决中，考虑到每个候选人的各方面素质（包括种族）的“整体考量”程序是合法的。但是，根据最高法院在1978年的加州大学董事会诉巴基案中的裁决，种族配额是非法的。在Fisher I案（2013）中，最高法院还裁决，大学必须证明基于种族的录取政策是为实现学生群体多样性目标的唯一途径。

## 诉讼案件
公平代表计划项目（Project on Fair Representation）的主管和唯一成员是活动家Edward Blum，他的目标是在教育、投票、就业等各个领域挑战政府与种族、民族相关的政策。2014年11月17日，作为Blum组织旗下的分支机构SFFA在联邦地方法院对哈佛大学提起了诉讼。拥有众多亚裔美国人成员主导的团体提交了“法庭之友”以支持SFFA，这些团体成员普遍认为他们或他们的孩子在大学录取过程中受到歧视。
在诉讼中，原告称哈佛实施了软性的种族配额，人为压低了亚裔学生的录取数。原告声称，尽管亚裔申请人数和亚裔人口数急剧增加，但被哈佛录取的亚裔占全体学生比例每年都惊人地相似。
而哈佛则否认其行为带有歧视，并称其录取原理符合相关法律法规。校方表示近十年来，亚裔学生的录取率已从17％增至21％，而亚裔仅占美国总人口的约6％。不同的学生群体，校友和外部团体都提交了各种声援诉讼双方的“法庭之友陈述”。
直到最高法院于2016年6月23日在FisherII案的审理中理清了相关适用法律并作出判决，该案的审理一直处于暂停状态。而此案的口头辩论恢复进程则于2018年10月在波士顿的麻省联邦地方法院进行。

### 亚裔申请的个性分
据透露，在诉讼过程中哈佛大学的亚裔申请人在积极的个性，讨人喜欢，勇气胆量，友善和受到广泛尊重等特征上的评价始终低于其他族裔。在考试分数，成绩和课外活动等其他招生指标上，亚裔的得分则高于任何其他种族或族裔群体申请人，但关于学生的个人评分则大大降低了他们的招生机会。校友面试人给亚裔的个人评价打分则与白人申请者几乎相当，但哈佛大学招生办公室却将亚裔评为所有种族中最差的分数。
哈佛本身在2013年的一次内部调查中发现了针对亚裔申请人的偏见，但从未将调查结果公开或对此采取行动。原告和评论员将亚裔的待遇与20世纪初实行的犹太裔配额进行了比较，精英大学同样以缺乏个性的人为理由将犹太人排除在外。

### 裁决和上诉
2019年10月，联邦法官Allison D. Burroughs裁定哈佛学院（哈佛大学的本科部）的招生政策没有非法歧视亚裔申请人。法官判词提到，尽管该制度“并不完美”，但仍通过了宪法规定的审查。Burroughs法官在裁决中指出，尽管哈佛“承认学校“利用录取学生的种族构成来帮助确定应该录取多少学生”，但哈佛并没有使用“配额”。她还写道，亚裔申请人“有可能不具备哈佛所寻求的，与白人申请人相同的个人品质。” 
2020年2月，SFFA向第一巡回上诉法院提出了上诉。要求上诉法院对此案进行审理，并可能会听取口头辩论。司法部提交了一份法庭之友陈述，称哈佛大学通过种族配额非法歧视亚裔，并施加“有系统地不利于亚裔申请人的且带有种族歧视性的惩罚”，上诉最後被駁回。
2021年2月下旬，在經過7年的訴訟後，SFFA最終向美國最高法院提出上訴。5月17日哈佛提交了反對意見書，要求最高法院駁回。2021年6月14日，最高法院要求美國政府就其對該案的立場提交一份簡報，由於時間關係，此案延到2022年初才能審理。
2021年12月8日，拜登政府扭轉前任政府的立場，訟務次長應最高法院要求提交法庭之友，主張駁回學生組織指控哈佛大學案要求，哈佛發表聲明表示歡迎。

## 亚裔团体的申诉
2015年5月15日，由60多个亚裔美国人组织所组成的联盟向美国教育部和司法部提出了针对哈佛大学的联邦申诉。该联盟要求对其所谓的哈佛针对亚裔申请人的歧视性录取做法进行民权调查。亚裔美国人团体的反对声势也导致了加利福尼亚州SCA5提案的撤销，该提案旨在重新授权使用基于种族的平权行动，但目前执行的加州第209号法案禁止该行动。而教育部于2015年7月将申诉驳回，因为SFFA 曾在2014年11月针对学生入学考试提起过类似的申诉。2019年，特朗普政府领导下的司法部对SFFA申诉中针对哈佛政策提出的指控进行了调查。截至2018年8月，而该调查仍在进行中。
根据申诉内容，已有多项研究表明哈佛大学在其主观的“整体”大学录取过程中一直对亚裔申请人进行系统且持续的歧视。他们说，拥有近乎完美的考试成绩，前百分之一最高平均绩点，学术奖项和领导力的亚裔申请却都被哈佛无理拒绝录取。据称哈佛大学施用的歧视性操作包括种族成见，种族差异标准和事实上的种族配额。
调查研究所引用的申诉包括： 
- Golden（2007年）哈佛大学和其他精英大学对亚裔申请人的歧视是如此严重，以至于Golden专门写了一个篇章“新犹太人”，将其与1920和1930年代犹太裔美国人所遭受的歧视作比较。他写道： “大多数精英大学在录取方面都保持了三重标准，亚裔的门槛最高，白人次之，非裔和拉丁裔则最低。”
- Espenshade＆Radford（2009）在每个SAT测试分数等级中，亚裔学生的接受率最低，平均需要比白人学生高140分，比拉丁裔学生高270分，比非裔学生高450分。[31]
- Unz（2012）哈佛大学录取亚裔的比例在1993年达到顶峰，超过20％，然后迅速下降，此后大致保持稳定，降低了3-5个百分点。尽管自1993年以来，亚裔美国人的人口数量增加了一倍以上。“在哈佛，亚洲人的相对入学率直线下降，在过去的20年中下降了一半以上，耶鲁大学，康奈尔大学和多数其他常春藤盟校也出现了类似的下降。”
- Sander（2014年）“相对于申请数量而言，在这些最挑剔的常春藤联盟学校中，没有其他任何种族或族裔群体的比亚裔所代表的录取率还低。”

## 最高法院判决
美国最高法院6月29日否决了哈佛大学和北卡罗来纳大学在招生中的“平权行动”，支持了学生公平录取组织的诉求，宣布高等院校招生时不能考虑种族因素。除首席大法官约翰·罗伯茨宣读法庭意见外，克拉倫斯·托馬斯大法官（肯定意见）和索托马约尔大法官（反对意见）均当庭宣读他们各自的意见，这也是较为罕见的举动。

### 多数意见
首席大法官约翰·罗伯茨在多数意见中写道，第十四修正案的平等保护条款“不考虑种族、肤色或国籍的任何差异”，因此必须适用于每个人。他认为很多大学长期以来得出了一个错误的结论，即“检验一个人的试金石不是其克服的挑战、培养的技能或学到的课程，而是他们的肤色”。他写道，这两个招生计划这都缺乏充分针对性和可衡量的目标来确保种族因素的应用，不可避免地会将种族因素用于负面评价申请人。他指出虽然这两所大学声称申请者的种族从来都不是其招生计划中的负面因素，但这种说法经不起审查，“种族永远不能被用作‘负面因素’”。
黑人大法官克拉倫斯·托馬斯写道，“虽然我痛苦地意识到我的种族和所有遭受歧视的人所遭受的社会和经济上的蹂躪，但我始终希望这个国家能够遵守《独立宣言》和《美国宪法》中明确阐明的原则：人人生而平等，都是平等的公民，并且必须在法律面前受到平等对待。”

### 反对意见
索托马约尔在哈佛案中撰写了异议书。她写道，“在这个社会中，种族始终很重要，而且仍然很重要”。她补充道，“法院进一步巩固了教育领域的种族不平等，这是我们民主政府和多元化社会的基础，从而颠覆了宪法对平等保护的保障。因为法院的意见没有法律或事实依据，并且违背了第十四修正案所体现的平等愿景，我反对。”
凯坦吉·布朗·杰克森因曾在哈佛大学校董委员会就职而回避哈佛案，她在北卡案中严厉批评了其批评其同事，并写道，“通过在招生决定中限制种族因素，最高法院正在脱离该国过去和现在的实际经历”，“种族仍然以多种方式影响着所有美国人的生活，今天的裁决让事情变得更糟，而不是更好”。